# Chant XXXIII du Paradis
Le Chant XXXIII du Paradis est le trente-troisième chant du Paradis de la Divine Comédie du poète florentin Dante Alighieri. Il se déroule dans l'Empyrée tous les bienheureux ; nous sommes à minuit du 15 avril 1300 ou du 1er avril 1300.

Il s'agit du dernier chant du Paradis et donc de tout le poème, qui se termine, après une prière à la Vierge, par la vision de Dieu, de la Trinité et de l'Incarnation.

## Thèmes et contenus
Incipit

« Chant XXXIII, qui est le dernier du troisième et dernier Chant ; dans lequel Saint Bernard, dans la figure de l'auteur, fait une oraison à la Vierge Marie, la suppliant qu'elle et la Divine Majesté se laissent voir visiblement »

— Commentateur anonyme de Dante au XIVe siècle.

### Prière de saint Bernard à la Vierge: versets 1-39
La prière que saint Bernard adresse à la Vierge Marie ouvre l'hymne, introduite par le dernier verset de l'hymne précédent «  et cette sainte prière commença », et est donc connotée comme une oraison, tant au sens de prière qu'au sens étymologique de discours oratoire, en raison de son ton élevé et solennel, de son incisivité éloquente. Il peut être divisé en deux parties : la première est un chant de louange (verset 1-21), la seconde, l'oraison proprement dite (versets 22-39) ; il s'ouvre sur une série d'oxymores et d'antithèses, c'est-à-dire de juxtapositions de mots et de concepts aux sens opposés, pour souligner combien les éléments de la divinité dépassent les possibilités de compréhension de l'intellect humain.

« Vierge et mère, fille de ton Fils, la plus humble et la plus grande de toutes les créatures, objet du décret éternel de Dieu, tu es celle qui a tellement ennobli la nature humaine que son Créateur n'a pas dédaigné de se faire lui-même sa propre créature : dans ton sein s'est rallumé l'amour grâce auquel a fleuri cette rose (la Candida Rosa où siègent les bienheureux) ; ici, au Paradis, tu es pour nous un guide lumineux de la charité, et sur la terre une source inépuisable d'espérance. O Dame (« femme », du latin domina, « maîtresse »), tu es si grande et puissante que celui qui désire une grâce et n'a pas recours à toi, voudrait faire voler son désir sans ailes : ta bonté non seulement assiste ceux qui prient, mais bien souvent anticipe spontanément la demande ; en toi se concentre tout ce qu'il y a de bon chez les mortels (miséricorde, piété, magnificence et toute vertu, introduite par l'anaphore « en toi...»).
Maintenant, lui qui, du fond de l'enfer, a vu toutes les conditions spirituelles après la mort, te supplie de recevoir de ta grâce la vertu nécessaire pour pouvoir lever les yeux vers le salut ultime (vers Dieu) ; et moi, qui n'ai jamais brûlé pour moi autant de désir que je brûle maintenant pour lui, je t'offre toutes mes prières, en espérant qu'elles seront suffisantes. Je Te supplie à nouveau, Reine, d'accomplir ce que Tu désires, afin qu'après une telle vision, Tu puisses garder ses sentiments purs : que Ta vigilance vienne à bout des passions humaines ! Voyez comme Béatrice, et tant de bienheureux, par ma prière se joignent les mains ! »

.
Les yeux aimés et vénérés de Dieu (de la Vierge), posés sur l'orateur, montraient combien ses pieuses prières étaient accueillies : puis ils s'élevaient vers la lumière éternelle, avec un regard qu'aucune créature ne peut égaler en pureté.

### Vision de Dieu et de l'Unité de l'Univers en Dieu: versets 40-96
Et Dante, qui approchait (s'approchait) de l'aboutissement de tous ses désirs, sentait le désir grandir en lui jusqu'à son paroxysme : saint Bernard lui faisait signe en souriant de lever les yeux, mais il avait déjà fait spontanément ce qu'il voulait, tandis que sa vision devenait de plus en plus claire à mesure qu'il entrait dans la contemplation de la Lumière qui est vraie en elle-même, par son essence même.
C'est à partir de là que commence la vision suprême de Dieu, entrecoupée de déclarations sur l'impossibilité de rendre une telle vision par des mots ou même de la penser et de s'en souvenir, de comparaisons et de réflexions de nature plus théorique et psychologique : le thème de l'ineffabilité, de la limitation de l'entendement humain et de ses moyens linguistiques pour de telles expériences vécues par Dante au Paradis, traverse toute la cantique, trouvant ici son point d'arrivée extrême ; comme le dit Dante :
« Désormais, ma vision était plus grande que ce que les mots peuvent exprimer, et la mémoire elle-même cède pour un tel excès » (outrage, littéralement « aller au-delà »). Trois images expriment cette cession de la mémoire :
- une image psychologique, qui exprime à travers le simulacre du rêve comment une émotion peut rester imprimée dans la conscience alors que l'on tente en vain de se rappeler l'événement qui l'a provoquée ;
- une image naturaliste poétique : come la neve al sol si disigilla (« comme fond la neige au soleil »), qui exprime comment cette même empreinte, comme une trace de pas dans la neige, s'efface dans la chaleur du soleil (la neige se découvre, littéralement « perd son empreinte, son sceau ») ;
- une référence savante et littéraire à l'Énéide, exprimant comment le vent peut faire perdre la moindre trace qui a survécu, c'est-à-dire la phrase de la sibylle qui était écrite sur les feuilles.

Sur ces images se greffe l'invocation à Dieu, nécessaire pour traiter un thème aussi complexe et difficile à transcrire, et le début du récit proprement dit, qui ne commence pas par une description concrète mais par une note psychologique sur l'état d'esprit du poète. Ce n'est qu'après cette longue préparation qu'est introduite la vision de Dieu, et de l'unité de l'univers en Dieu, dans lequel sont enfermés toutes les substances, tous les accidents et « leur habit » , termes philosophiques médiévaux pour désigner les substances qui existent en elles-mêmes, les accidents les modes d'être variables et contingents qui existent par rapport aux substances, et leur relation, les propriétés réciproques des substances et des accidents. Mais pour exprimer tout cela, Dante sent encore sa mémoire lui faire défaut, et l'oubli de ce seul point est plus grand que les vingt-cinq siècles qui nous séparent du premier navire, lorsque Neptune s'émerveilla pour la première fois de l'ombre d'Argo.

### Mystères de la Trinité et de l'Incarnation: versets 97-145

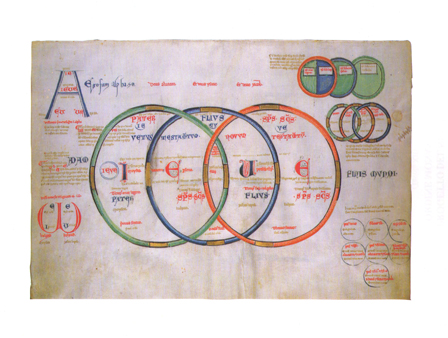
Illustration du ' du mystique calabrais Gioacchino da Fiore, l'un des plus importants inspirateurs de la Divine Comédie, qui a représenté la Trinité par une image de trois cercles entrecroisés reprise par Dante.

Ainsi, avec une autre image évocatrice et une autre annotation psychologique, la première partie de la vision se clôt, tandis qu'une nouvelle explication et une autre affirmation de l'ineffabilité (cette fois illustrée par l'incapacité d'un enfant immobile à parler) introduisent la seconde vision  qui n'a d'égal que celle de Dante, puisqu'elle lui est montrée progressivement, à mesure que son propre regard devient plus apte à la comprendre, mais elle est toujours co-présente dans l'unicité de la vision de Dieu, celle de la Trinité, vue comme trois cercles de taille égale et de couleur différente, dont le second (le Fils) reflète le premier (le Père) et le troisième (l'Esprit Saint) respire des deux.
Une autre exclamation de Dante suit : « Oh, comme le dicton est insuffisant et comme ma pensée est inadéquate ! Et ce même (ma pensée), comparé à ce que j'ai vu, est une chose telle qu'il ne suffit pas de pouvoir dire est peu (est même moins que peu) ! ». Dans la nouvelle exclamation extatique du poète : « O Lumière éternelle, qui seule habite en toi, qui seule te comprend et est comprise par toi, et qui, en te comprenant, t'aime et arrive ! », nous avons une réaffirmation du concept de Dieu « un et trine », dans la mesure où Dieu n'habite qu'en lui-même, mais dans la mesure où il comprend, il est le Père, dans la mesure où il est compris, il est le Fils, tandis que l'amour qui émane de lui, de lui-même, est l'Esprit Saint.
Cette explication voilée est fonctionnelle à la vision ultérieure qu'a Dante, qui, se concentrant sur l'un de ces trois cercles, sur le Fils, y voit une image de la même couleur qui prend forme humaine : c'est l'Incarnation, une vision aussi incompréhensible avec les facultés humaines que l'est la quadrature du cercle ; cependant, alors qu'il tente en vain de la comprendre, il est illuminé par la Grâce de Dieu qui l'éblouit et lui permet de comprendre enfin : mais ce dernier point est totalement indicible, et le poème se clôt ainsi sur l'expression du poète dont le désir de connaissance a été apaisé dans l'harmonie universelle de Dieu.
Avec un dernier mot stelle (étoiles), qui place l'homme dans la perfection du mouvement circulaire divin, la cantique se clôt ; c'est le même mot qui a également fermé les deux autres (Enfer : E quindi uscimmo a riveder le stelle ; Purgatoire : Puro e disposto a salire alle stelle ; Paradis : L'Amor che move il sole e l'altre stelle), sanctionnant l'unité de la structure du poème.